# Fritz Muck
Fritz Muck (* 7. März 1837 in Dentlein am Forst (Mittelfranken); † 22. Januar 1891 in Bochum) war ein deutscher Chemiker. Er gilt als Begründer der Steinkohlenchemie im Ruhrgebiet.

## Leben
Fritz Muck war Sohn des Pfarrers Georg Muck (1795–1879) und wurde von diesem im Elternhaus schulisch ausgebildet. Er besuchte von 1851 bis 1854 die Höhere Gewerbeschule in Darmstadt und begann anschließend das Chemiestudium in München bei Justus von Liebig. 1865 promovierte er in Rostock mit der Arbeit „Die Constitution einer aus geschmolzenem Roheisen sich ausscheidenden Substanz“.
Mit seinem umfassenden und grundlegenden, auf eigenen Versuchen beruhenden Werk „Grundzüge und Ziele der Steinkohlenchemie“ (1881) begründete er den neuen Wissenschaftszweig der Kohlechemie.

## Bedeutende Werke
- Die chemischen Elemente, 1. Auflage Bonn 1879.
- Grundzüge und Ziele der Steinkohlenchemie, Bonn 1881.
- Elementarbuch der Steinkohlen-Chemie, Bonn 1882.
- Die Chemie der Steinkohle, Leipzig 1891.